# Hugo Lemcke

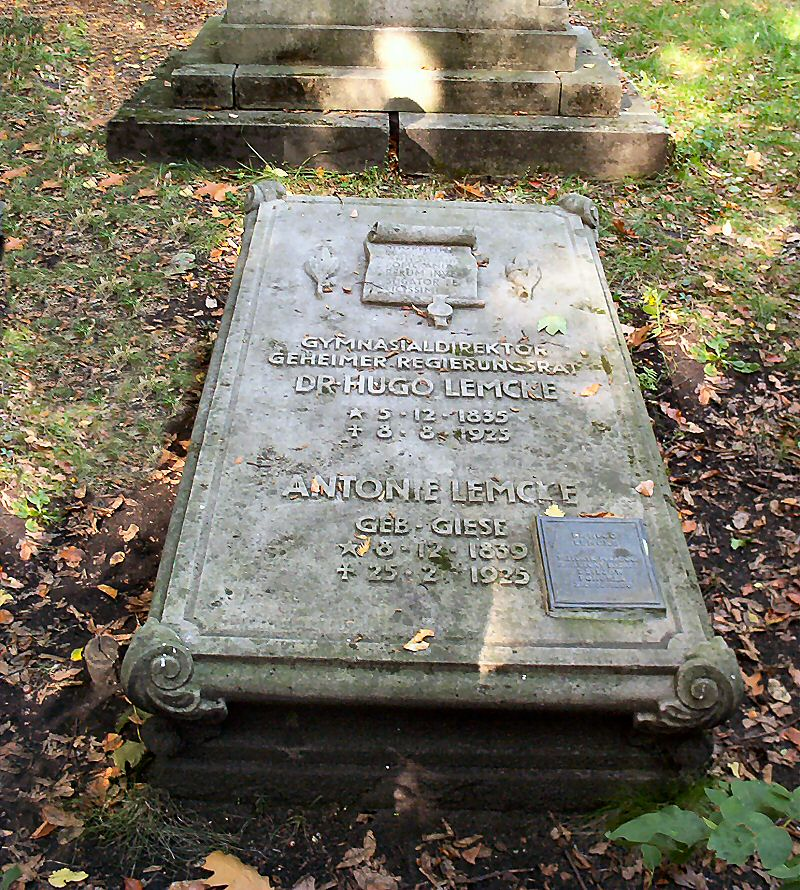
Nagrobek Hugo Lemcke na cmentarzu Centralnym w Szczecinie

Hugo Lemcke (ur. 5 grudnia 1835 w Pasewalku, zm. 8 sierpnia 1925 w Szczecinie) – niemiecki historyk i nauczyciel zaangażowany w badania i ochronę pomorskiego dziedzictwa kulturowego.
W 1850 przybył do Szczecina, gdzie rozpoczął naukę w Gimnazjum Miejskim (Mariackim). Następnie studiował filologię klasyczną, germanistykę i historię na uniwersytetach w Lipsku, Bonn i Greifswaldzie. W czasie studiów interesował się również archeologią.
W 1858 otrzymał etat nauczyciela w prywatnej szkole w Bytowie, a w 1860 objął funkcję wykładowcy (później także bibliotekarza) w Gimnazjum Mariackim w Szczecinie. Piastował wiele odpowiedzialnych stanowisk w szczecińskich władzach i organizacjach społecznych. Był m.in. członkiem komisji oświatowej w Radzie Miasta Szczecina, dyrektorem Gimnazjum Miejskiego (od 1881), pierwszym urzędowym konserwatorem zabytków (funkcję tę pełnił przez 30 lat). Był również sekretarzem honorowym i wieloletnim prezesem Towarzystwa Pomorskiej Historii i Starożytności.
Hugo Lemcke interesował się historią Pomorza Zachodniego, a zwłaszcza Szczecina. Był autorem wielu prac z tego tematu. M.in. opracował najstarszą sieć ulic i placów w Szczecinie. Jego staraniom zawdzięczamy uratowanie przed rozbiórką bram: Królewskiej i Portowej, a także kościoła św. Jana Ewangelisty. Jako pierwszy organizował wycieczki krajoznawcze po Pomorzu.
W 1898 otrzymał tytuł doktora honoris causa Uniwersytetu w Greifswaldzie.
Po śmierci pochowany został na szczecińskim cmentarzu Centralnym.